# 2016年J2第41節・最終節
- 日本プロサッカーリーグ  >  J2リーグ  >  2016年のJ2リーグ > 2016年J2第41節・最終節
- 2016年のスポーツ  >  2016年のサッカー  >  2016年のJリーグ  >  2016年のJ2リーグ > 2016年J2第41節・最終節

2016年J2第41節・最終節では、2016年11月12日に行われたJ2リーグ第41節と、同年11月20日に行われたJ2リーグ第42節（最終節）について記す。なお、本項では特に、J1自動昇格の可能性のあった北海道コンサドーレ札幌・松本山雅FC・清水エスパルス、及びJ3リーグへの自動降格とJ2・J3入れ替え戦への進出の可能性のあったFC岐阜・ギラヴァンツ北九州・ツエーゲン金沢の6チームの絡む試合を中心に記す。

## 第41節に至るまでの経緯
| 順位 | クラブ名               | 勝点 | 勝 | 分 | 負 | 得点 | 失点 | 得失点 | 備考             |
| ---- | ---------------------- | ---- | -- | -- | -- | ---- | ---- | ------ | ---------------- |
| 1    | 北海道コンサドーレ札幌 | 85   | 25 | 10 | 7  | 65   | 33   | +32    | J1自動昇格       |
| 2    | 清水エスパルス         | 84   | 25 | 9  | 8  | 85   | 37   | +48    | J1自動昇格       |
| 3    | 松本山雅FC             | 84   | 24 | 12 | 6  | 62   | 32   | +30    | J1昇格プレーオフ |
| 20   | FC岐阜                 | 43   | 12 | 7  | 23 | 47   | 71   | -24    | J2残留           |
| 21   | ツエーゲン金沢         | 39   | 8  | 15 | 19 | 36   | 60   | -24    | J2・J3入れ替え戦 |
| 22   | ギラヴァンツ北九州     | 38   | 8  | 14 | 20 | 43   | 64   | -21    | J3自動降格       |

開幕前に昇格候補と目されたのは、前年J1昇格プレーオフ決勝で涙をのみ、オフに柿谷曜一朗が復帰したセレッソ大阪、24選手が退団し19選手が加入するという大幅な選手入れ替えを行なったジェフユナイテッド千葉、それに1993年のJリーグ初年度からJ1に所属したオリジナル10の一員で、前年降格するも主力の大半が残り「昇格請負人」小林伸二監督の下で1年でのJ1復帰を目指す清水エスパルスであった。
開幕からしばらくは首位が入れ替わり続けた。ルーキーのMF瀬川祐輔の活躍で開幕2連勝で序盤の首位を奪ったザスパクサツ群馬はその後失速、直後にクラブ初の首位に立ったロアッソ熊本は熊本地震により1ヶ月間の試合中止を余儀なくされコンディションを落とし、序盤から中盤にかけて首位を争ったのは開幕8戦負け無しのC大阪、下部組織を長年指導した四方田修平の下でヘイス、マセード、ジュリーニョが加わりエースFW都倉賢を中心とした前線の高い決定力を誇る札幌、4年振りのJ2でもJ3時代に培った高い守備力を堅持しつつもFW中島裕希が加わって攻撃力が増し、第9節には8戦無敗でクラブ初のJ2首位に立ったFC町田ゼルビアだった。しかし要所要所で勝ち点を取りこぼし順位を下げたC大阪・町田に対して、札幌は第11節で首位に浮上すると1-0の勝利が11試合という安定した試合運びを見せ、特にホームでは開幕から18試合負け無し（16勝2分）、前年からJ2タイ記録の23試合負け無しと圧倒的な強さを見せ首位を独走する。
そのまま9月まで首位を続けていた札幌だったが、10月に入るとシーズン初の連敗を含む1勝2分2敗と失速。第40節が終わった時点でも自動昇格が決定しておらず、FW高崎寛之・MFパウリーニョの加入などで後半16戦無敗（9勝7分）の松本が札幌と勝ち点差なしの2位、エースFW大前元紀が大怪我から復帰、J2得点ランク1位の鄭大世との2トップを中心に得点を量産し7連勝で猛追する清水が札幌と勝ち点差3の3位まで迫ってきた。
一方の残留争いは、清原翔平ら主力を引き抜かれ開幕から10戦未勝利（2分8敗）で大きく躓いた金沢、新スタジアム開場を来年に控えて地元出身のMF本山雅志やFW池元友樹を加えるも開幕戦以降11戦勝利なしの北九州、後半にDFに怪我人が続出してベストメンバーを組めなくなったカマタマーレ讃岐、4連勝直後に7連敗するなど好不調の波が激しくラモス瑠偉監督の解任に踏み切ったものの、依然調子の上向かず一時は最下位まで転落した岐阜を中心に、モンテディオ山形、東京ヴェルディ、熊本などが加わる展開となり、第40節終了時点では7チームに降格の可能性があった。
| 順 | チーム                 | 試 | 勝 | 分 | 敗 | 得 | 失 | 差  | 点 | 出場権または降格     |
| -- | ---------------------- | -- | -- | -- | -- | -- | -- | --- | -- | -------------------- |
| 1  | 北海道コンサドーレ札幌 | 40 | 24 | 9  | 7  | 63 | 32 | +31 | 81 | J1 2017昇格          |
| 2  | 松本山雅FC             | 40 | 23 | 12 | 5  | 56 | 28 | +28 | 81 | J1 2017昇格          |
| 3  | 清水エスパルス         | 40 | 23 | 9  | 8  | 81 | 35 | +46 | 78 | J1昇格プレーオフ進出 |
|    |                        |    |    |    |    |    |    |     |    |                      |
| 16 | モンテディオ山形       | 40 | 10 | 13 | 17 | 38 | 47 | −9  | 43 |                      |
| 17 | 東京ヴェルディ         | 40 | 10 | 13 | 17 | 40 | 55 | −15 | 43 |                      |
| 18 | ロアッソ熊本           | 40 | 11 | 10 | 19 | 37 | 52 | −15 | 43 |                      |
| 19 | FC岐阜                 | 40 | 11 | 7  | 22 | 43 | 68 | −25 | 40 |                      |
| 20 | カマタマーレ讃岐       | 40 | 9  | 12 | 19 | 40 | 60 | −20 | 39 |                      |
| 21 | ギラヴァンツ北九州     | 40 | 8  | 13 | 19 | 41 | 59 | −18 | 37 | J2・J3入れ替え戦出場 |
| 22 | ツエーゲン金沢         | 40 | 8  | 13 | 19 | 36 | 60 | −24 | 37 | J3 2017降格          |

## 第41節

### 昇格争い
11月12日に開催。昇格を争う3チームの対戦カードは以下の通り。
- ジェフユナイテッド千葉 - 北海道コンサドーレ札幌（フクダ電子アリーナ、13:00キックオフ）
- FC町田ゼルビア - 松本山雅FC（町田市立陸上競技場、14:00キックオフ）
- 清水エスパルス - ファジアーノ岡山（IAIスタジアム日本平、15:00キックオフ）

| クラブ         | クラブ    | 北海道コンサドーレ札幌 松本山雅FC | 北海道コンサドーレ札幌 松本山雅FC | 北海道コンサドーレ札幌 松本山雅FC |
| クラブ         | クラブ    | 勝ち (84)                         | 分け (82)                         | 負け (81)                         |
| -------------- | --------- | --------------------------------- | --------------------------------- | --------------------------------- |
| 清水エスパルス | 勝ち (81) | 最終節へ                          | 最終節へ                          | 最終節へ                          |
| 清水エスパルス | 分け (79) | 自動昇格                          | 最終節へ                          | 最終節へ                          |
| 清水エスパルス | 負け (78) | 自動昇格                          | 自動昇格                          | 最終節へ                          |

首位の札幌と2位の松本は条件次第でJ1自動昇格となる2位以上になる可能性を持っていた。清水が敗れて札幌・松本がそれぞれ引き分け以上、または清水が引き分けて札幌・松本が勝てば、共に来季のJ1自動昇格が確定する。清水が勝った場合は最終節に決着がもつれ込む。
千葉vs札幌
前半は千葉のペース。31分に井出遥也の放ったミドルシュートのこぼれ球を町田也真人がダイレクトで合わせて千葉が先制。札幌も前半37分にFKから宮澤裕樹がゴールネットを揺らすもオフサイドと判定され、その後も守備に追われる時間が続き同点に追いつけない。札幌は後半の頭から内村圭宏、67分にヘイスを投入して反転攻勢を掛ける。すると71分に福森晃斗のFKを都倉賢が頭で合わせて同点。アディショナルタイム終了間際の95分に河合竜二がGKから受けたボールを素早くゴール前に蹴り込み、内村が裏に抜け出してダイレクトシュートをゴール左に決めて決勝弾。アウェーの中3000人以上が訪れたサポーターの前で劇的な逆転勝利となった。
| 2016年11月12日 13:03 |

| ジェフユナイテッド千葉 | 1 - 2    | 北海道コンサドーレ札幌        |
| 町田也真人 31分        | 公式記録 | 都倉賢 71分 · 内村圭宏 90+5分 |

| フクダ電子アリーナ 観客数: 12,726人 主審: 飯田淳平 |

町田vs松本
約3500人ものサポーターが詰めかけた松本だったが、松本の動きは鈍く序盤から町田に押し込まれる展開となる。12分に左サイドを突破した谷澤達也からのクロスを中島裕希がダイレクトで押し込み、これが松本DF當間建文に当たってそのままゴールし町田が先制。その後町田DF土岐田洸平・町田MF谷澤のシュートはいずれもクロスバーを叩くも、前半アディショナルタイム1分に谷澤が左サイドを深くえぐりクロス、中島が折り返して最後は仲川輝人が追加点を奪ってハーフタイムを迎えた。後半は松本がペースをつかみ、66分に左サイドから喜山康平・石原崇兆とつないだボールをFW高崎がゴール左上にミドルシュートを決め、松本が1点を返す。終盤にはパワープレーで相手ゴールに迫るも得点を奪えずに1-2で17試合ぶりの敗戦となり、今節での自動昇格を逃し3位に転落した。
| 2016年11月12日 14:03 |

| FC町田ゼルビア                  | 2 - 1    | 松本山雅FC    |
| 中島裕希 12分 · 仲川輝人 45+1分 | 公式記録 | 高崎寛之 66分 |

| 町田市立陸上競技場 観客数: 9,519人 主審: 今村義朗 |

清水vs岡山
前半は清水のペース。16分に右サイドから入れた三浦弦太のクロスを鄭大世に折り返すと、岡山岩政大樹に当たりオウンゴールで清水が先制。34分には左サイドから入れた白崎凌兵のクロスに、鄭大世が頭で合わせて追加点を奪った。後半は勝って昇格プレーオフ進出を確定させたい岡山がボールを保持する時間帯が増え、清水は防戦一方の状態になった。65分、矢島慎也の浮き球のパスを途中出場の豊川雄太が飛び込んで岡山が1点を返す。終盤にはGKもセットプレーで攻め上がるなどしてゴール前に迫るも清水が体を張って守りゴールを奪えず。清水が2-1で勝利して8連勝となり自動昇格圏の2位に順位を上げた。
| 2016年11月12日 15:04 |

| 清水エスパルス                  | 2 - 1    | ファジアーノ岡山 |
| オウンゴール 16分 · 鄭大世 34分 | 公式記録 | 豊川雄太 65分    |

| IAIスタジアム日本平 観客数: 16,740人 主審: 中村太 |

### 残留争い
11月12日に開催。残留争いの7チームに絡む試合は以下の通り。
- 横浜FC - ツエーゲン金沢（ニッパツ三ツ沢球技場、13:00キックオフ）
- レノファ山口FC - モンテディオ山形（維新百年記念公園陸上競技場、13:00キックオフ）
- ロアッソ熊本 - FC岐阜（うまかな・よかなスタジアム、14:00キックオフ）
- ギラヴァンツ北九州 - 水戸ホーリーホック（北九州市立本城陸上競技場、14:00キックオフ）
- 東京ヴェルディ - セレッソ大阪（味の素スタジアム、16:00キックオフ）
- V・ファーレン長崎 - カマタマーレ讃岐（トランスコスモススタジアム長崎、18:00キックオフ）

| クラブ                                       | 勝ち   | 分け   | 負け     |
| -------------------------------------------- | ------ | ------ | -------- |
| モンテディオ山形 東京ヴェルディ ロアッソ熊本 | J2残留 | J2残留 | 最終節へ |

| クラブ                            | クラブ    | FC岐阜           | FC岐阜           | FC岐阜           |
| クラブ                            | クラブ    | 勝ち (43)        | 分け (41)        | 負け (40)        |
| クラブ                            | クラブ    | カマタマーレ讃岐 | カマタマーレ讃岐 | カマタマーレ讃岐 |
| クラブ                            | クラブ    | 勝ち (42)        | 分け (40)        | 負け (39)        |
| --------------------------------- | --------- | ---------------- | ---------------- | ---------------- |
| ギラヴァンツ北九州 ツエーゲン金沢 | 勝ち (40) | 最終節へ         | 最終節へ         | 最終節へ         |
| ギラヴァンツ北九州 ツエーゲン金沢 | 分け (38) | 21位以下         | 最終節へ         | 最終節へ         |
| ギラヴァンツ北九州 ツエーゲン金沢 | 負け (37) | 21位以下         | 最終節へ         | 最終節へ         |

1. ↑  下位チームの結果次第で負けてもJ2残留が確定する
2. ↑  岐阜はJ2残留が決定

山形・熊本・東京Vは引き分け以上で他チームの動向に関係なく自力で残留確定。逆に北九州と金沢は勝てなければ讃岐と岐阜の結果次第では21位以下（J3自動降格もしくはJ2・J3入れ替え戦参戦）が決定する状況でもあった。
13時に横浜vs金沢（ニッパツ）と山口vs山形（維新公園）の試合がキックオフ。ニッパツの金沢は序盤こそ押し込まれるも20分過ぎからは横浜FCゴール前に攻める展開を見せ、26分にDF馬渡和彰のクロスにFW中美慶哉、同30分にはMF熊谷アンドリューがミドルシュートでゴールを狙うが、横浜FCのGK渋谷飛翔がファインセーブを見せ、前半はスコアレスで終わる。一方、維新公園では40分に山形MF川西翔太の浮き球のパスにFW大黒将志が頭でトラップして落ち球をダイレクトでシュートし山形が先制するも、山口も前半アディショナルタイムにMF福満隆貴のクロスをMF鳥養祐矢がダイレクトボレーで決めて同点に追いつき、前半を1-1で終える。
14時には熊本vs岐阜（うまスタ）と北九州vs水戸（本城）もキックオフ。本城の北九州は序盤から激しく攻撃を仕掛けるが、水戸に冷静に跳ね返され前半は得点を奪えずスコアレスで前半を終える。一方、うまスタではどちらも失点を防ぎたい慎重な立ち上がりになるが、熊本が35分にDF園田拓也のクロスをMF清武功暉が合わせて先制点を奪い、前半は1-0で熊本リードで折り返す。
一方、ニッパツでは70分に、金沢MF熊谷がMF嶺岸佳介とのパス交換でペナルティエリア内に進入すると、相手DFに後ろから倒されてPKを獲得。しかし、FW中美のPKを横浜FCのGK渋谷がセーブし得点ならず。しかしその後金沢はしっかり守り切ってスコアレスドローで勝ち点1をもぎとった。維新公園の山口vs山形では58分にMF福満のミドルシュートで山口に勝ち越しを許し、さらに73分に山形MFアルセウがこの日2枚目のイエローで一人少なくなるが、79分に左サイドからのクロスを山口GK村上昌謙がパンチングでクリアしたボールを山形MF山田拓巳が頭で押し込んで同点に追いついて2-2のドロー決着。勝ち点1を積み上げて自力でJ2残留を確定させた。
| 2016年11月12日 13:03 |

| 横浜FC | 0 - 0    | ツエーゲン金沢 |
|        | 公式記録 |                |

| ニッパツ三ツ沢球技場 観客数: 3.510人 主審: 吉田寿光 |

| 2016年11月12日 13:04 |

| レノファ山口FC                  | 2 - 2    | モンテディオ山形              |
| 鳥養祐矢 45+2分 · 福満隆貴 58分 | 公式記録 | 大黒将志 40分 · 山田拓巳 79分 |

| 維新百年記念公園陸上競技場 観客数: 5,839人 主審: 前田拓哉 |

| 順位 | クラブ名           | 試合経過 | スコア | 勝点 | 得失点 | 備考       |
| ---- | ------------------ | -------- | ------ | ---- | ------ | ---------- |
| 16位 | ロアッソ熊本       | 前半終了 | 1-0    | 46   | -14    |            |
| 17位 | モンテディオ山形   | 終了     | 2-2    | 44   | −9     | J2残留確定 |
| 18位 | 東京ヴェルディ     | 16:00    | -      | 43   | -15    |            |
| 19位 | FC岐阜             | 前半終了 | 0-1    | 40   | -26    |            |
| 20位 | カマタマーレ讃岐   | 18:00    | -      | 39   | -20    |            |
| 21位 | ギラヴァンツ北九州 | 前半終了 | 0-0    | 38   | -18    |            |
| 22位 | ツエーゲン金沢     | 終了     | 0-0    | 38   | -24    |            |

1. ↑  この時点でのスコアでそのまま試合終了すると仮定したもの

うまスタでは後半、岐阜は風間宏矢・高地系治と攻撃的MFを相次いで投入。ボールを持つ時間は増えるも、FW巻誠一郎・MF上原拓郎を投入しフォーメーションを「4-1-4-1」に変更して中盤の守りを固めた熊本に対して最後まで守備陣を崩せず0-1で敗戦。これにより熊本の自力でのJ2残留も確定した。一方、本城では62分、北九州MF本山のバックパスを水戸MF佐藤和弘に奪われると、最後はMFロメロ・フランクが決め水戸が先制する。さらにその2分後には水戸MF佐藤のコーナーキックを途中出場のMF白井永地に右足で決められ、北九州は2点ビハインドという苦しい展開となる。しかし、水戸DF福井諒司が70分にこの試合2枚目のイエローで退場となると、北九州は原一樹・小松塁の2トップに加えFW登録のロドリゴと池元を前線に投入して4トップのパワープレーに転じる。90分に北九州FWロドリゴがFW小松の落としたボールを流し込み1点差に、さらにアディショナルタイムにはクロスから最後はFW池元がゴールし同点に追いつき土壇場で試合を引き分けに持ち込んで勝ち点1を奪い取った。
| 2016年11月12日 14:03 |

| ロアッソ熊本  | 1 - 0    | FC岐阜 |
| 清武功暉 35分 | 公式記録 |        |

| うまかな・よかなスタジアム 観客数: 6,306人 主審: 上村篤史 |

| 2016年11月12日 14:04 |

| ギラヴァンツ北九州              | 2 - 2    | 水戸ホーリーホック                    |
| ロドリゴ 90分 · 池元友樹 90+2分 | 公式記録 | ロメロ・フランク 62分 · 白井永地 64分 |

| 北九州市立本城陸上競技場 観客数: 5,689人 主審: 塚田智宏 |

| 順位 | クラブ名           | 試合経過 | スコア | 勝点 | 得失点 | 備考       |
| ---- | ------------------ | -------- | ------ | ---- | ------ | ---------- |
| 16位 | ロアッソ熊本       | 終了     | 1-0    | 46   | -14    | J2残留確定 |
| 17位 | モンテディオ山形   | 終了     | 2-2    | 44   | −9     | J2残留確定 |
| 18位 | 東京ヴェルディ     | 16:00    | -      | 43   | -15    | J2残留確定 |
| 19位 | FC岐阜             | 終了     | 0-1    | 40   | -26    | 最終節へ   |
| 20位 | カマタマーレ讃岐   | 18:00    | -      | 39   | -20    |            |
| 21位 | ギラヴァンツ北九州 | 終了     | 2-2    | 38   | -18    | 最終節へ   |
| 22位 | ツエーゲン金沢     | 終了     | 0-0    | 38   | -24    | 最終節へ   |

1. ↑  この時点でのスコアでそのまま試合終了すると仮定したもの
2. ↑  北九州と金沢が引き分けたため、試合前にJ2残留が確定

東京Vは、北九州と金沢が引き分けで勝ち点38としたため、試合前に残留も確定した。なお試合は、J1昇格プレーオフに向けて調子を上げたいC大阪の前にキックオフ直後と74分に失点。後半アディショナルタイムに1点返すも1-2で敗戦している。
讃岐は18時に長崎と試合開始。すでに他会場の試合が全て終了しており、勝てば自力残留が決まることを知っている状態でキックオフを迎えた。21分にこぼれ球を長崎MF岸田翔平に押し込まれて先制点を許したが、58分にからFW我那覇和樹・MF山本翔平の2人を投入してパワープレーを開始すると、60分にFW木島徹也が、その5分後にはMF永田亮太が相次いで得点し、讃岐が逆転勝ちで自力残留を決めた。
| 2016年11月12日 16:03 |

| 東京ヴェルディ  | 1 - 2    | セレッソ大阪               |
| 澤井直人 90+2分 | 公式記録 | ソウザ 1分 · 田代有三 74分 |

| 味の素スタジアム 観客数: 8,340人 主審: 清水勇人 |

| 2016年11月12日 18:03 |

| V・ファーレン長崎 | 1 - 2    | カマタマーレ讃岐              |
| 岸田翔平 21分     | 公式記録 | 木島徹也 60分 · 永田亮太 65分 |

| トランスコスモススタジアム長崎 観客数: 3,723人 主審: 村上伸次 |

| 順 | チーム                 | 試 | 勝 | 分 | 敗 | 得 | 失 | 差  | 点 | 出場権または降格     |
| -- | ---------------------- | -- | -- | -- | -- | -- | -- | --- | -- | -------------------- |
| 1  | 北海道コンサドーレ札幌 | 41 | 25 | 9  | 7  | 65 | 33 | +32 | 84 | J1 2017昇格          |
| 2  | 清水エスパルス         | 41 | 24 | 9  | 8  | 83 | 36 | +47 | 81 | J1 2017昇格          |
| 3  | 松本山雅FC             | 41 | 23 | 12 | 6  | 57 | 30 | +27 | 81 | J1昇格プレーオフ進出 |
|    |                        |    |    |    |    |    |    |     |    |                      |
| 15 | ロアッソ熊本           | 41 | 12 | 10 | 19 | 38 | 52 | −14 | 46 | J2残留               |
| 16 | モンテディオ山形       | 41 | 10 | 14 | 17 | 40 | 49 | −9  | 44 | J2残留               |
| 17 | ザスパクサツ群馬       | 41 | 11 | 11 | 19 | 49 | 63 | −14 | 44 | J2残留               |
| 18 | 東京ヴェルディ         | 41 | 10 | 13 | 18 | 41 | 57 | −16 | 43 | J2残留               |
| 19 | カマタマーレ讃岐       | 41 | 10 | 12 | 19 | 42 | 61 | −19 | 42 | J2残留               |
| 20 | FC岐阜                 | 41 | 11 | 7  | 23 | 43 | 69 | −26 | 40 |                      |
| 21 | ギラヴァンツ北九州     | 41 | 8  | 14 | 19 | 43 | 61 | −18 | 38 | J2・J3入れ替え戦出場 |
| 22 | ツエーゲン金沢         | 41 | 8  | 14 | 19 | 36 | 60 | −24 | 38 | J3 2017降格          |

この結果、最終節を前にして優勝・自動昇格・入れ替え戦出場・自動降格のいずれも確定しないという稀に見る大混戦の状況となった。

## 最終節
11月20日14:00に開催。6チームの対戦は以下の通り。札幌対金沢は昇格・降格の両方に関わる試合となった。
- 北海道コンサドーレ札幌 - ツエーゲン金沢（札幌ドーム）
- モンテディオ山形 - ギラヴァンツ北九州（NDソフトスタジアム山形）
- 松本山雅FC - 横浜FC（松本平広域公園総合球技場）
- FC岐阜 - 東京ヴェルディ（岐阜メモリアルセンター長良川競技場）
- 徳島ヴォルティス - 清水エスパルス（鳴門・大塚スポーツパークポカリスエットスタジアム）

各チームの優勝・自動昇格は以下の通り。
札幌は第41節時点で清水・松本より勝ち点が3多く、最終節引き分け以上でJ2優勝。負けた場合は清水・松本の最終節結果で順位が確定する。
清水は第41節時点で札幌とは15点、松本とは18点得失点で上回っている。札幌・松本と勝ち点で並んだ場合には清水の順位を上回ることはほぼ不可能のため、本項では同じ勝ち点の場合は清水が上位になる前提で記載する。
| クラブ                    | クラブ    | 北海道コンサドーレ札幌 | 北海道コンサドーレ札幌 | 北海道コンサドーレ札幌 |
| クラブ                    | クラブ    | 勝ち (87)              | 分け (85)              | 負け (84)              |
| ------------------------- | --------- | ---------------------- | ---------------------- | ---------------------- |
| 清水エスパルス 松本山雅FC | 勝ち (84) | 優勝                   | 優勝                   | 2位or3位               |
| 清水エスパルス 松本山雅FC | 分け (82) | 優勝                   | 優勝                   | 優勝                   |
| 清水エスパルス 松本山雅FC | 負け (81) | 優勝                   | 優勝                   | 優勝                   |

| クラブ     | クラブ    | 清水エスパルス | 清水エスパルス | 清水エスパルス |
| クラブ     | クラブ    | 勝ち (84)      | 分け (82)      | 負け (81)      |
| ---------- | --------- | -------------- | -------------- | -------------- |
| 松本山雅FC | 勝ち (84) | 清水           | 松本           | 松本           |
| 松本山雅FC | 分け (82) | 清水           | 清水           | 松本           |
| 松本山雅FC | 負け (81) | 清水           | 清水           | 清水           |

条件に関する注釈
1. ↑  札幌は清水には得失点で上回れず2位以下が確定。松本とは得失点で順位が決まり、得失点も並んだ場合は総得点で順位が決まる。
2. ↑  札幌が負けた場合、清水は得失点で札幌を上回り優勝。
3. ↑  札幌が負けた場合、松本は札幌と同じ勝ち点になり得失点で順位が決まり、得失点も並んだ場合は総得点で順位が決まる。

一方残留争いは、各チームとも以下の条件となっていた。
- 岐阜：勝てば残留確定、引き分けた場合は北九州・金沢が共に引き分け以下で残留確定（どちらかが勝った場合は得失点差で下回りJ2・J3入れ替え戦確定）、負けた場合は北九州・金沢が共に負けか引き分けで残留確定（北九州・金沢が共に勝った場合はJ3自動降格）
- 北九州：勝って岐阜が引き分け以下の場合は残留（ほぼ）確定。引き分け以下は金沢との勝ち点・得失点差次第でJ3自動降格。
- 金沢：3点差以上で勝利で北九州と岐阜が共に引き分け以下、または勝って北九州が引き分け以下・岐阜が負けの場合は残留確定。引き分け以下は北九州との勝ち点・得失点差次第でJ3自動降格。

| クラブ                            | クラブ    | FC岐阜    | FC岐阜     | FC岐阜     |
| クラブ                            | クラブ    | 勝ち (43) | 分け (41)  | 負け (40)  |
| --------------------------------- | --------- | --------- | ---------- | ---------- |
| ギラヴァンツ北九州 ツエーゲン金沢 | 勝ち (41) | J2残留    | J3自動降格 | J3自動降格 |
| ギラヴァンツ北九州 ツエーゲン金沢 | 分け (39) | J2残留    | J2残留     | J2残留     |
| ギラヴァンツ北九州 ツエーゲン金沢 | 負け (38) | J2残留    | J2残留     | J2残留     |

| クラブ         | クラブ    | ギラヴァンツ北九州 | ギラヴァンツ北九州 | ギラヴァンツ北九州 |
| クラブ         | クラブ    | 勝ち (41)          | 分け (39)          | 負け (38)          |
| -------------- | --------- | ------------------ | ------------------ | ------------------ |
| ツエーゲン金沢 | 勝ち (41) | 得失点             | 金沢               | 金沢               |
| ツエーゲン金沢 | 分け (39) | 北九州             | 北九州             | 金沢               |
| ツエーゲン金沢 | 負け (38) | 北九州             | 北九州             | 得失点             |

条件に関する注釈
1. ↑  北九州・金沢のどちらか一方のみ勝利した場合、岐阜は得失点差で下回りJ2・J3入れ替え戦となる21位になる。
2. ↑  北九州・金沢のどちらか一方のみ勝利した場合、岐阜は得失点差で下回りJ2・J3入れ替え戦となる21位になる。
3. ↑  岐阜が負けの場合は勝ち点で、引き分けの場合は得失点差で上回り北九州のJ3自動降格はなくなる。
4. ↑  岐阜が負けの場合は勝ち点で、引き分けの場合は得失点差で上回り金沢のJ3自動降格はなくなる。

自動昇格争いは、得失点差で優位に立つ清水が自力での自動昇格を決められる立場になった一方で松本は他チームの結果次第という苦しい状況に追い込まれた。一方、残留争いは北九州と金沢のお互いの試合展開次第となり、札幌の「引き分けでも優勝」という条件と相まって、札幌ドームでの試合展開そのものに大きな影響を及ぼすことになる。

### 前半
全試合14:04に一斉キックオフ。最初に試合が動いたのは松本vs横浜FC（アルウィン）で、9分に横浜FCはFWイバの落としたボールにMF野村直輝がスルーパスを送り、これをMF野崎陽介が左足でゴールを挙げ、松本は苦しい立ち上がりを強いられる。
次に試合が動いたのは岐阜vs東京V（長良川）。23分に東京VはFW高木善朗のフリーキックにDF平智広が飛び込み、岐阜が先制点を許す。しかしその5分後には、岐阜がコーナーキックの流れからFWレオミネイロが押し込み同点に追いつく。さらにその7分後には東京VがFW高木大輔のゴールで再度突き放すが、そのわずか2分後には岐阜がFWレオミネイロのシュートのこぼれ球をMF風間が押し込んで再度同点に追いつき、わずか12分間に4ゴールが生まれる試合展開となる。
約4千人の清水サポーターがアウェーに詰めかけた徳島vs清水（鳴門大塚）では29分、清水FW大前元紀のFKにDF犬飼智也が合わせ清水が先制するも、その6分後には徳島もコーナーキックの流れからDF藤原広太朗のミドルシュートで同点に追いつく。
5シーズン振りに3万人を超える観衆が詰め掛けた札幌vs金沢（札幌ドーム）では、30分のヘイスの直接FKや35分の都倉のGKとの1対1でのシュートなど、チャンスは作りながら引き分け狙いを意識しすぎないバランス重視の札幌の試合運びに乗った形で進む。
山形vs北九州（NDスタ）では出場停止でMFアルセウを欠く山形と試合前の練習中での怪我でMF本山を欠く北九州が両チームとも失点を恐れて守備的な展開となる。
各会場ともこのまま前半が終了するかと思われたが、1点ビハインドの松本が前半終了間際に相手のエリア内でのハンドでPKを獲得。FW高崎寛之がこれを冷静に沈めて同点に追いついて前半を終了。その他の会場もすべてタイスコアとなって前半を終了した。
| 順位 | クラブ名               | スコア | 勝点 | 得失点 | 昇降 |
| ---- | ---------------------- | ------ | ---- | ------ | ---- |
| 1位  | 北海道コンサドーレ札幌 | 0-0    | 85   | +32    | -    |
| 2位  | 清水エスパルス         | 1-1    | 82   | +47    | -    |
| 3位  | 松本山雅FC             | 1-1    | 82   | +29    | -    |
| 20位 | FC岐阜                 | 2-2    | 41   | -26    | -    |
| 21位 | ギラヴァンツ北九州     | 0-0    | 39   | -18    | -    |
| 22位 | ツエーゲン金沢         | 0-0    | 39   | -24    | -    |

1. ↑  この時点でのスコアでそのまま試合終了すると仮定したもの

### 後半
後半に入ると各会場で得点が動く。
山形vs北九州（NDスタ）では後半開始から山形が攻勢を強め、49分にDF宇佐美宏和のクロスにMFディエゴがファーサイドで合わせ北九州が先制点を許す。
松本vs横浜FC（アルウィン）でも50分に松本FW高崎がMF工藤浩平のパスを生かしながら相手DFを振り切って逆転ゴールを挙げる。しかしその4分後、横浜FCにコーナーキックを与えるとこれをDF西河翔吾が頭で合わせて再び同点とされる。
岐阜vs東京V（長良川）では前半終了間際の勢いそのままに岐阜が攻勢をかけ、52分にショートカウンターからFW難波宏明が勝ち越しゴール、63分にも難波がこの日2点目を決めて勝利を手繰り寄せる。
山形vs北九州（NDスタ）では59分、山形MF山田のアーリークロスをエリア内で受けたFW大黒が追加点を挙げ山形が突き放し、北九州は苦しい立場に立たされる。
| 順位 | クラブ名               | スコア | 勝点 | 得失点 | 昇降 |
| ---- | ---------------------- | ------ | ---- | ------ | ---- |
| 1位  | 北海道コンサドーレ札幌 | 0-0    | 85   | +32    | -    |
| 2位  | 清水エスパルス         | 1-1    | 82   | +47    | -    |
| 3位  | 松本山雅FC             | 2-2    | 82   | +29    | -    |
| 20位 | FC岐阜                 | 4-2    | 43   | -24    | -    |
| 21位 | ツエーゲン金沢         | 0-0    | 39   | -24    | ↑    |
| 22位 | ギラヴァンツ北九州     | 0-2    | 38   | -20    | ↓    |

1. ↑  この時点でのスコアでそのまま試合終了すると仮定したもの

その頃、札幌vs金沢（札幌ドーム）では前半から飛ばした金沢の運動量がやや落ち、札幌がボールを動かす局面が続くもお互いに決定機になかなか踏み込めない展開が続く。金沢は守備的MF秋葉勝とDF阿渡真也を、札幌もFW内村と守備的MF前寛之を投入してお互いに攻守のバランスを保ちながら「隙あらばカウンター」というシチュエーションを作り出そうとするが、なかなかその場面に持ち込めない。
一方、勝ち越し点を奪えば自動昇格に大きく近づく清水とその清水が引き分けており勝利するしかない松本も攻撃的な交代起用を行う。すると73分、清水はFW鄭大世のクロスを交代直後のFW金子翔太が左足で合わせて勝ち越す。
試合終盤にさしかかり、山形vs北九州（NDスタ）では79分に北九州DF川島大地の直接FKもクロスバーに阻まれ、逆にその直後の81分に山形MFディエゴのパスを受けたFW大黒のループシュートが決まり、試合を決定付ける3点目を挙げる。
松本vs横浜FC（アルウィン）でも82分、松本の途中出場MF宮阪政樹のCKに交代出場直後のFW三島康平がニアで頭で合わせて勝ち越す。
札幌vs金沢（札幌ドーム）では、ベンチ内にも他会場の経過が入っていたのか、結果的に両チームが「引き分けでも（負けなければ）OK」という状況になったこともあり、さらに消極的な展開となる。後半アディショナルタイム前からは、札幌が最終ラインでボールを保持しつつも金沢の前線が積極的に奪いに行かないという「引き分け狙い」の展開が続き、タイムアップを迎えることとなった。また、他会場も試合終了となった。
| 順 | チーム                        | 試 | 勝 | 分 | 敗 | 得 | 失 | 差  | 点 | 出場権または降格     |
| -- | ----------------------------- | -- | -- | -- | -- | -- | -- | --- | -- | -------------------- |
| 1  | 北海道コンサドーレ札幌 (C, P) | 42 | 25 | 10 | 7  | 65 | 33 | +32 | 85 | J1 2017昇格          |
| 2  | 清水エスパルス (P)            | 42 | 25 | 9  | 8  | 85 | 37 | +48 | 84 | J1 2017昇格          |
| 3  | 松本山雅FC (Q)                | 42 | 24 | 12 | 6  | 60 | 32 | +28 | 84 | J1昇格プレーオフ進出 |
|    |                               |    |    |    |    |    |    |     |    |                      |
| 20 | FC岐阜                        | 42 | 12 | 7  | 23 | 47 | 71 | −24 | 43 | J2残留               |
| 21 | ツエーゲン金沢 (T)            | 42 | 8  | 15 | 19 | 36 | 60 | −24 | 39 | J2・J3入れ替え戦出場 |
| 22 | ギラヴァンツ北九州 (R)        | 42 | 8  | 14 | 20 | 43 | 64 | −21 | 38 | J3 2017降格          |

札幌と金沢が勝ち点1を分け合った結果、札幌は自力での優勝を果たし、金沢も最下位を脱出しJ2・J3入れ替え戦に望みをつないだ。清水と松本は共に勝利を収めたが得失点差で清水が1年でのJ1復帰となる2位、松本は勝ち点84を取りながらJ1昇格プレーオフ出場となる3位となった。2度リードされながらも落ち着いて逆転勝ちした岐阜もJ2残留を確定させた。ここ数年安定した強さを誇った北九州であったが、J1ライセンスが初めて交付された年にJ3自動降格が決まった。

## 試合記録（最終節）
| 2016年11月20日 14:04 |

| 北海道コンサドーレ札幌 | 0 - 0    | ツエーゲン金沢 |
|                        | 公式記録 |                |

| 札幌ドーム 観客数: 33,697人 主審: 扇谷健司 |

| 北海道コンサドーレ札幌 |    |              |      |      |
|                        |    |              |      |      |
| GK                     | 25 | ク・ソンユン |      |      |
| DF                     | 35 | 進藤亮佑     |      |      |
| DF                     | 04 | 河合竜二     |      |      |
| DF                     | 05 | 櫛引一紀     |      | 22分 |
| MF                     | 19 | 石井謙伍     |      |      |
| MF                     | 10 | 宮澤裕樹     |      |      |
| MF                     | 20 | 上里一将     | 75分 |      |
| MF                     | 31 | 堀米悠斗     |      |      |
| MF                     | 27 | 荒野拓馬     |      |      |
| FW                     | 09 | 都倉賢       |      |      |
| FW                     | 11 | ヘイス       | 69分 |      |
| サブメンバー           |    |              |      |      |
| GK                     | 01 | 金山隼樹     |      |      |
| DF                     | 29 | 永坂勇人     |      |      |
| MF                     | 16 | 前寛之       | 75分 |      |
| MF                     | 23 | マセード     |      |      |
| MF                     | 44 | 小野伸二     |      |      |
| FW                     | 13 | 内村圭宏     | 69分 |      |
| FW                     | 14 | 上原慎也     |      |      |
| 監督                   |    |              |      |      |
| 四方田修平             |    |              |      |      |

| ツエーゲン金沢 |    |                  |      |      |
|                |    |                  |      |      |
| GK             | 31 | 原田欽庸         |      |      |
| DF             | 05 | 太田康介         |      | 5分  |
| DF             | 18 | 野田紘史         |      |      |
| DF             | 23 | 馬渡和彰         | 87分 |      |
| DF             | 27 | 廣井友信         |      |      |
| MF             | 04 | 小柳達司         |      |      |
| MF             | 10 | 熊谷アンドリュー |      | 10分 |
| MF             | 20 | 嶺岸佳介         |      |      |
| MF             | 24 | 大槻優平         | 63分 |      |
| FW             | 30 | 山崎雅人         |      |      |
| FW             | 38 | 中美慶哉         |      |      |
| サブメンバー   |    |                  |      |      |
| GK             | 21 | 大橋基史         |      |      |
| DF             | 02 | 阿渡真也         | 83分 |      |
| DF             | 03 | 作田裕次         |      |      |
| MF             | 40 | 秋葉勝           | 77分 |      |
| MF             | 06 | 安東輝           |      |      |
| FW             | 14 | 金子昌広         |      |      |
| FW             | 09 | 安柄俊           |      |      |
| 監督           |    |                  |      |      |
| 森下仁之       |    |                  |      |      |

| 2016年11月20日 14:04 |

| モンテディオ山形                    | 3 - 0    | ギラヴァンツ北九州 |
| ディエゴ 49分 · 大黒将志 59分, 81分 | 公式記録 |                    |

| NDソフトスタジアム山形 観客数: 6,624人 主審: 西村雄一 |

| モンテディオ山形 |    |            |        |
|                  |    |            |        |
| GK               | 01 | 山岸範宏   |        |
| DF               | 04 | 宇佐美宏和 |        |
| DF               | 03 | 渡辺広大   |        |
| DF               | 13 | 石川竜也   |        |
| MF               | 06 | 山田拓巳   |        |
| MF               | 02 | 田代真一   |        |
| MF               | 27 | 高木利弥   |        |
| MF               | 18 | 川西翔太   |        |
| MF               | 07 | 松岡亮輔   | 90+3分 |
| MF               | 11 | ディエゴ   |        |
| FW               | 33 | 大黒将志   | 86分   |
| サブメンバー     |    |            |        |
| GK               | 31 | 富居大樹   |        |
| DF               | 19 | 梅鉢貴秀   |        |
| MF               | 10 | 伊東俊     |        |
| MF               | 25 | 汰木康也   |        |
| FW               | 17 | 鈴木雄斗   | 86分   |
| FW               | 26 | 永藤歩     | 90+3分 |
| FW               | 08 | 林陵平     |        |
| 監督             |    |            |        |
| 石崎信弘         |    |            |        |

| ギラヴァンツ北九州 |    |            |      |
|                    |    |            |      |
| GK                 | 01 | 阿部伸行   |      |
| DF                 | 03 | 星原健太   |      |
| DF                 | 06 | 西嶋弘之   |      |
| DF                 | 28 | 福田俊介   |      |
| DF                 | 19 | 川島大地   |      |
| MF                 | 07 | 風間宏希   |      |
| MF                 | 24 | 新井純平   |      |
| MF                 | 10 | 小手川宏基 | 79分 |
| MF                 | 11 | 井上翔太   | 73分 |
| FW                 | 09 | 原一樹     |      |
| FW                 | 25 | 小松塁     | 85分 |
| サブメンバー       |    |            |      |
| GK                 | 21 | 鈴木彩貴   |      |
| DF                 | 02 | 石神直哉   |      |
| DF                 | 23 | 寺岡真弘   |      |
| MF                 | 17 | 加藤弘堅   | 85分 |
| MF                 | 18 | 内藤洋平   |      |
| FW                 | 14 | 池元友樹   | 79分 |
| FW                 | 22 | ロドリゴ   | 73分 |
| 監督               |    |            |      |
| 柱谷幸一           |    |            |      |

| 2016年11月20日 14:04 |

| 松本山雅FC                            | 3 - 2    | 横浜FC                       |
| 高崎寛之 45+3分, 50分 · 三島康平 82分 | 公式記録 | 野崎陽介 9分 · 西河翔吾 54分 |

| 松本平広域公園総合球技場 観客数: 19,632人 主審: 松尾一 |

| 松本山雅FC   |    |                      |        |
|              |    |                      |        |
| GK           | 01 | シュミット・ダニエル |        |
| DF           | 03 | 田中隼磨             |        |
| DF           | 04 | 飯田真輝             |        |
| DF           | 13 | 後藤圭太             |        |
| DF           | 16 | 鐡戸裕史             | 67分   |
| MF           | 05 | 岩間雄大             |        |
| MF           | 14 | パウリーニョ         |        |
| MF           | 17 | 飯尾竜太朗           |        |
| MF           | 11 | 喜山康平             | 80分   |
| MF           | 23 | 工藤浩平             | 90+3分 |
| FW           | 29 | 高崎寛之             |        |
| サブメンバー |    |                      |        |
| GK           | 25 | 白井裕人             |        |
| DF           | 18 | 當間建文             |        |
| DF           | 33 | 安川有               |        |
| MF           | 15 | 宮阪政樹             | 67分   |
| MF           | 07 | 武井択也             | 90+3分 |
| FW           | 19 | 山本大貴             |        |
| FW           | 39 | 三島康平             | 80分   |
| 監督         |    |                      |        |
| 反町康治     |    |                      |        |

| 横浜FC       |    |            |      |      |
|              |    |            |      |      |
| GK           | 01 | 渋谷飛翔   |      |      |
| DF           | 15 | 市村篤司   |      |      |
| DF           | 27 | 楠元秀真   |      |      |
| DF           | 05 | 西河翔吾   |      |      |
| MF           | 22 | 永田拓也   |      |      |
| MF           | 13 | 野崎陽介   | 65分 |      |
| MF           | 16 | 野村直輝   | 80分 |      |
| MF           | 06 | 中里崇宏   |      |      |
| MF           | 10 | 寺田紳一   |      |      |
| MF           | 19 | 小野瀬康介 | 76分 |      |
| FW           | 14 | イバ       |      | 28分 |
| サブメンバー |    |            |      |      |
| GK           | 26 | 高丘陽平   |      |      |
| DF           | 03 | 田所諒     | 80分 |      |
| MF           | 23 | ナ・ソンス |      |      |
| MF           | 07 | 内田智也   | 65分 |      |
| FW           | 11 | 三浦知良   |      |      |
| FW           | 39 | 大久保哲哉 | 76分 |      |
| FW           | 09 | 津田知宏   |      |      |
| 監督         |    |            |      |      |
| 中田仁司     |    |            |      |      |

| 2016年11月20日 14:04 |

| FC岐阜                                                  | 4 - 2    | 東京ヴェルディ              |
| レオミネイロ 28分 · 風間宏矢 35分 · 難波宏明 52分, 63分 | 公式記録 | 平智広 23分 · 高木大輔 33分 |

| 岐阜メモリアルセンター長良川競技場 観客数: 12,158人 主審: 廣瀬格 |

| FC岐阜       |    |                    |      |             |
|              |    |                    |      |             |
| GK           | 01 | 常澤聡             |      |             |
| DF           | 02 | 阿部正紀           |      | 41分        |
| DF           | 20 | 鈴木潤             |      |             |
| DF           | 04 | 岡根直哉           |      | 71分 90+3分 |
| DF           | 18 | 冨士祐樹           | 46分 |             |
| MF           | 14 | 風間宏矢           |      |             |
| MF           | 28 | 水野泰輔           |      |             |
| MF           | 06 | 高地系治           | 75分 |             |
| MF           | 07 | 田中パウロ淳一     |      |             |
| FW           | 24 | 難波宏明           | 82分 |             |
| FW           | 33 | レオミネイロ       |      |             |
| サブメンバー |    |                    |      |             |
| GK           | 23 | ポープ・ウィリアム |      |             |
| DF           | 17 | 野垣内俊           | 46分 |             |
| DF           | 19 | 益山司             |      |             |
| MF           | 05 | 青木翼             | 75分 |             |
| MF           | 10 | レオナルド・ロシャ | 82分 |             |
| FW           | 11 | 遠藤純輝           |      |             |
| FW           | 36 | 瀧谷亮             |      |             |
| 監督         |    |                    |      |             |
| 吉田恵       |    |                    |      |             |

| 東京ヴェルディ |    |                        |      |      |
|                |    |                        |      |      |
| GK             | 31 | 鈴木椋大               |      |      |
| DF             | 23 | 田村直也               |      |      |
| DF             | 03 | 井林章                 | 60分 |      |
| DF             | 05 | 平智広                 |      |      |
| DF             | 02 | 安西幸輝               |      | 83分 |
| MF             | 30 | 高木純平               |      |      |
| MF             | 06 | 安在和樹               |      |      |
| MF             | 14 | 澤井直人               | 75分 |      |
| MF             | 10 | 高木善朗               |      |      |
| FW             | 18 | 高木大輔               |      |      |
| FW             | 14 | ドウグラス・ヴィエイラ | 69分 |      |
| サブメンバー   |    |                        |      |      |
| GK             | 01 | 柴崎貴広               |      |      |
| DF             | 24 | 林昇吾                 |      |      |
| MF             | 32 | 二川孝広               | 75分 |      |
| MF             | 45 | 永井秀樹               |      |      |
| MF             | 08 | 中後雅喜               | 60分 |      |
| FW             | 25 | 平本一樹               | 69分 |      |
| FW             | 07 | 杉本竜士               |      |      |
| 監督           |    |                        |      |      |
| 冨樫剛一       |    |                        |      |      |

| 2016年11月20日 14:04 |

| 徳島ヴォルティス | 1 - 2    | 清水エスパルス                |
| 藤原広太朗 35分  | 公式記録 | 犬飼智也 29分 · 金子翔太 73分 |

| 鳴門・大塚スポーツパークポカリスエットスタジアム 観客数: 9,767人 主審: 上田益也 |

| 徳島ヴォルティス |    |                    |      |      |
|                  |    |                    |      |      |
| GK               | 31 | 長谷川徹           |      |      |
| DF               | 26 | 橋内優也           |      |      |
| DF               | 02 | 福元洋平           |      |      |
| DF               | 04 | 藤原広太朗         |      |      |
| MF               | 22 | 広瀬陸斗           |      |      |
| MF               | 28 | 井澤惇             |      | 56分 |
| MF               | 08 | 岩尾憲             |      |      |
| MF               | 03 | アレックス         |      |      |
| MF               | 10 | 大﨑淳矢           | 70分 |      |
| FW               | 16 | 渡大生             | 64分 |      |
| FW               | 17 | 山崎凌吾           | 78分 |      |
| サブメンバー     |    |                    |      |      |
| GK               | 01 | 相澤貴志           |      |      |
| DF               | 05 | 石井秀典           |      |      |
| MF               | 11 | キム・キョンジュン | 78分 |      |
| MF               | 13 | 佐々木一輝         |      |      |
| MF               | 23 | 前川大河           |      |      |
| MF               | 07 | 木村祐志           | 70分 |      |
| FW               | 18 | 佐藤晃大           | 64分 |      |
| 監督             |    |                    |      |      |
| 長島裕明         |    |                    |      |      |

| 清水エスパルス |    |          |      |
|                |    |          |      |
| GK             | 43 | 植草裕樹 |      |
| DF             | 02 | 三浦弦太 | 88分 |
| DF             | 03 | 犬飼智也 |      |
| DF             | 45 | 角田誠   |      |
| DF             | 25 | 松原后   |      |
| MF             | 17 | 河井陽介 | 85分 |
| MF             | 20 | 竹内涼   |      |
| MF             | 22 | 枝村匠馬 |      |
| MF             | 39 | 白崎凌兵 |      |
| MF             | 10 | 大前元紀 | 68分 |
| FW             | 9  | 鄭大世   |      |
| サブメンバー   |    |          |      |
| GK             | 29 | 高木和徹 |      |
| DF             | 26 | 二見宏志 |      |
| DF             | 04 | 鎌田翔雅 | 88分 |
| MF             | 11 | 村田和哉 |      |
| MF             | 30 | 金子翔太 | 68分 |
| MF             | 07 | 本田拓也 | 85分 |
| FW             | 23 | 北川航也 |      |
| 監督           |    |          |      |
| 小林伸二       |    |          |      |

## その他
- 自動昇格を果たせなかった松本は、6位・岡山と7位・町田の結果次第ではJ1昇格プレーオフ・準決勝をシードされる可能性があった[注 3]が、最終節で岡山が引き分け、町田が勝利して勝ち点で並んだものの得失点差で岡山が6位を確定させたため、松本も準決勝からの登場となり、準決勝で岡山に試合終了間際の勝ち越し点を許してJ1昇格を逃すこととなった[33]。
- J3・2位の栃木SCとのホームアンドアウェー方式で行われるJ2・J3入れ替え戦に回ることとなった金沢だが、本拠地の石川県西部緑地公園陸上競技場が第40節のホーム最終戦終了後から芝の改修に着工しており試合を開催できないため、金沢の主管試合はカターレ富山の本拠地の富山県総合運動公園陸上競技場を代替地として使用することとなった[34]。入れ替え戦は2試合とも金沢が勝利し、J2残留を掴んだ。
- 2017 FIFA U-20ワールドカップグループD・日本対イタリアでは、後半5分に日本が堂安律の2得点目で2-2の同点に追いついた。このままの状態で試合が終了した場合日本・イタリアのどちらも決勝トーナメントへの出場権を獲得できるため、試合終了にかけてイタリアが最終ラインでボール回しを続け、日本は一度も選手交代を行わないまま試合が終了した。この試合について、一部のメディアは同様の事例として第42節の札幌対金沢戦を例示した[35]。

### 注記
1. ↑  後に右膝前十字靭帯損傷と判明[30]。
2. ↑  札幌にとっては勝っても引き分けでも優勝だが（清水・松本が勝っているため）失点して敗れると優勝を逃すだけでなく松本の追加点次第では自動昇格をも逃す可能性があることと、金沢にとっては（岐阜がリードし北九州が負けているため）勝っても引き分けでも入れ替え戦出場であるが、失点して敗れると最下位を脱出できず自動降格となるため。
3. ↑  町田がJ1ライセンスを保持しないため、3チームでの争いになる可能性があった。